# 오이라세강
오이라세강(일본어: 奥入瀬川 오이라세가와[*])은 일본 아오모리현 동쪽을 흐르는 강이다.
오이라세강은 아오모리현과 아키타현의 경계에 위치한 화산호인 도와다호에서 빠져나오는 유일한 강이다. 강은 대체로 동쪽으로 흐르고 도와다시, 로쿠노헤정, 하치노헤시를 거쳐 태평양으로 흘러 들어간다. 강의 상류는 수많은 급류와 폭포가 있는 장관을 이루며 도와다하치만타이 국립공원의 주요 관광지의 하나이다. 강의 하류는 광범위하게 관개를 위해 사용된다.